# Theodor Brunner (Mediziner, 1918)
Theodor Karl Brunner (* 6. Januar 1918 in Zürich; heimatberechtigt in Wald ZH) ist ein Schweizer Immunologe.

## Leben

### Familie und Ausbildung
Der reformiert getaufte, gebürtige Zürcher Theodor Brunner, Sohn des Sekundarlehrers Adolf Brunner und dessen aus Dörflingen stammenden Ehefrau Frieda geborene Biber, wandte sich nach Erhalt der eidgenössischen Maturität dem Studium der Veterinärmedizin an der Universität Zürich zu, das er 1945 mit der Promotion zum Dr. med. vet. abschloss.
Theodor Brunner ehelichte die aus Winterthur gebürtige Ursula, Tochter des Lehrers Ernst Briner.

### Beruflicher Werdegang
Brunner trat nach seinem Studienabschluss eine Assistentenstelle an der Chemischen Anstalt der Universität Basel an, 1947 führte ihn ein Forschungsaufenthalt nach Kalifornien. Nach der Rückkehr in die Schweiz im Jahre 1949 erhielt er eine Anstellung am Bakteriologischen Institut des Kantons St. Gallen, die er bis 1953 innehatte. Nach anschliessenden Forschungsaufenthalten in Minnesota bis 1956 sowie in New York bis 1959 wurde Brunner die Leitung der Virusabteilung des Instituts für Medizinische Mikrobiologie an der Universität Zürich übertragen, 1963 wechselte er an das Schweizerische Institut für Experimentelle Krebsforschung (ISREC) nach Lausanne, wo er zum Leiter der Abteilung für Immunologie bestellt wurde, 1983 trat er zurück.
Theodor Brunner habilitierte sich 1962 im Fach Virologie an der Universität Zürich, 1963 erhielt er eine Privatdozentur für Bakteriologe sowie Virologie, im Sommersemester 1967 wurde er an die Universität Lausanne umhabilitiert, 1968 erfolgte seine Ernennung zum assoziierten Professor für Mikrobiologie.  Theodor Brunner trat insbesondere als Verfasser zahlreicher Untersuchungen über körpereigene zelluläre Abwehrmechanismen, darunter zytotoxische T-Lymphozyten, Transplantations- und Tumor-Immunität, hervor. In Anerkennung seiner Verdienste um sein Fachgebiet wurde er 1976 mit dem Marcel-Benoist-Preis ausgezeichnet.

## Publikationen
- Schädigung der anaeroben und aeroben Oxydation bei Bakterien. Dissertation. Universität Zürich, Kommerzdruck und Verlags A.G., Zürich 1945.
- Bildung von Antiendotoxin nach Injektion von Influenzavirus beim Kaninchen. Habilitationsschrift. Medizinische Fakultät Universität Zürich, 1962, Buchdruckerei K. Schippert, Zürich 1963.
- mit Jean-Etienne Ryser und Jean-Charles Cerottini: Cell-mediated immunity to antigens associated with murine sarcoma virus-induced tumors: augmentation of cytolytic T lymphocyte activity by successive specific and nonspecific stimulation in vitro. In: European Journal of Immunology. Volume 9, Nr. 3, Wiley-VCH, Weinheim 1979, S. 179–184.
- mit Gérard Degiovanni und Jean-Charles Cerottini: Generation of cytolytic T lymphocytes in vitro. O XI. Accessory cell requirement in secondary responses to particulate alloantigen. In: European Journal of Immunology. Volume 10, Nr. 1, Wiley-VCH, Weinheim 1980, S. 40–45.